# Mainstream Rock Airplay
La Mainstream Rock Airplay (in precedenza Mainstream Rock Songs) è una classifica della rivista Billboard riguardante le canzoni con maggiore messa in onda sulle principali stazioni radio rock statunitensi. La prima edizione della classifica è stata pubblicata il 21 marzo 1981. Il primo brano al numero fu I Can't Stand It di Eric Clapton. I Van Halen hanno detenuto il record per il maggior numero di brani al primo posto della classifica per circa vent'anni, prima di venire superati nel 2018 dai Three Days Grace.

## Record

### Artisti con il maggior numero di canzoni al primo posto
- Three Days Grace (14)
- Van Halen (13)
- Shinedown (11)
- Tom Petty and the Heartbreakers (10)
- Aerosmith (9)
- Metallica (9)

### Artisti con il maggior numero di canzoni nella top 10
- Tom Petty and the Heartbreakers (28)[3]
- Van Halen (26)[3]
- Aerosmith (24)[3]
- Foo Fighters (24)[3]
- Godsmack (23)[4]
- John Mellencamp (23)[5]
- Metallica (23)[6]
- Shinedown (23)[7][8]
- Pearl Jam (22)[9]
- Seether (21)[10]
- U2 (21)[11]
- Rush (20)[12]

### Artisti con il maggior numero di brani in classifica
- U2 (50)[13]
- Van Halen (47)[14]
- John Mellencamp (46)[15]
- Aerosmith (44)[16]
- Pearl Jam (43)[17]
- Rush (42)[18]
- Metallica (36)[6]
- The Rolling Stones (36)[19]
- R.E.M. (35)[20]

### Brani musicali con il maggior numero di settimane al primo posto
21 settimane
- Loser dei 3 Doors Down (2000)

20 settimane
- It's Been Awhile degli Staind (2001)

18 settimane
- Higher dei Creed (1999)

17 settimane
- When I'm Gone dei 3 Doors Down (2002)

16 settimane
- Touch, Peel, and Stand dei Days of the New (1997)

15 settimane
- Interstate Love Song dei Stone Temple Pilots (1994)
- Heavy dei Collective Soul (1999)

14 settimane
- So Far Away degli Staind (2003)
- Boulevard of Broken Dreams dei Green Day (2005)

13 settimane
- Start Me Up dei The Rolling Stones (1981)
- How You Remind Me dei Nickelback (2001)
- Figured You Out dei Nickelback (2004)

12 settimane
- Like a Stone degli Audioslave (2003)
- Save Me dei Shinedown (2005)
- Dani California dei Red Hot Chili Peppers (2006)

11 settimane
- Mysterious Ways degli U2 (1991-92)
- Remedy dei The Black Crowes (1992)
- Fall to Pieces dei Velvet Revolver (2004)

10 settimane
- Lightning Crashes dei Live (1995)